# Kanał Wołczkowski
Kanał (Rów) Wołczkowski – o długości ok. 12 km jest prawym dopływem rzeki Gunicy.

## Charakterystyka
Kanał (Rów) Wołczkowski ma źródła we wsi Wąwelnica, płynie w kierunku północnym. Jego ujście do rzeki Gunica znajduje się w okolicy dawnej wsi Gunice w gminie Police. Powierzchnia zlewni Kanału Wołczkowskiego wynosi 52 km², z czego 25,5 km² stanowią lasy, reszta to łąki i grunty orne. Średni roczny przepływ wody wynosi 148 m³/h.